# Banc de Grècia

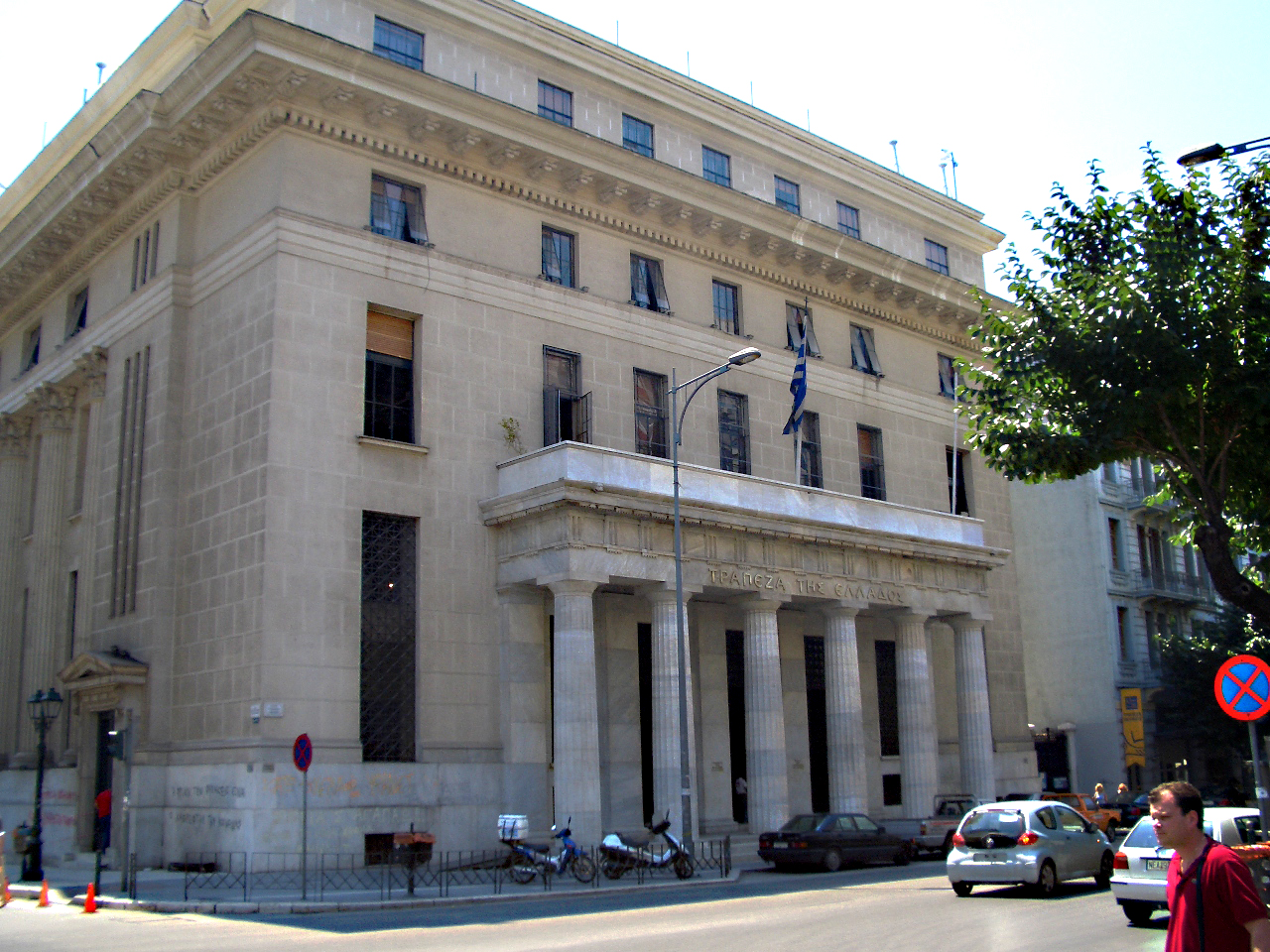
Edifici a Tessalònica

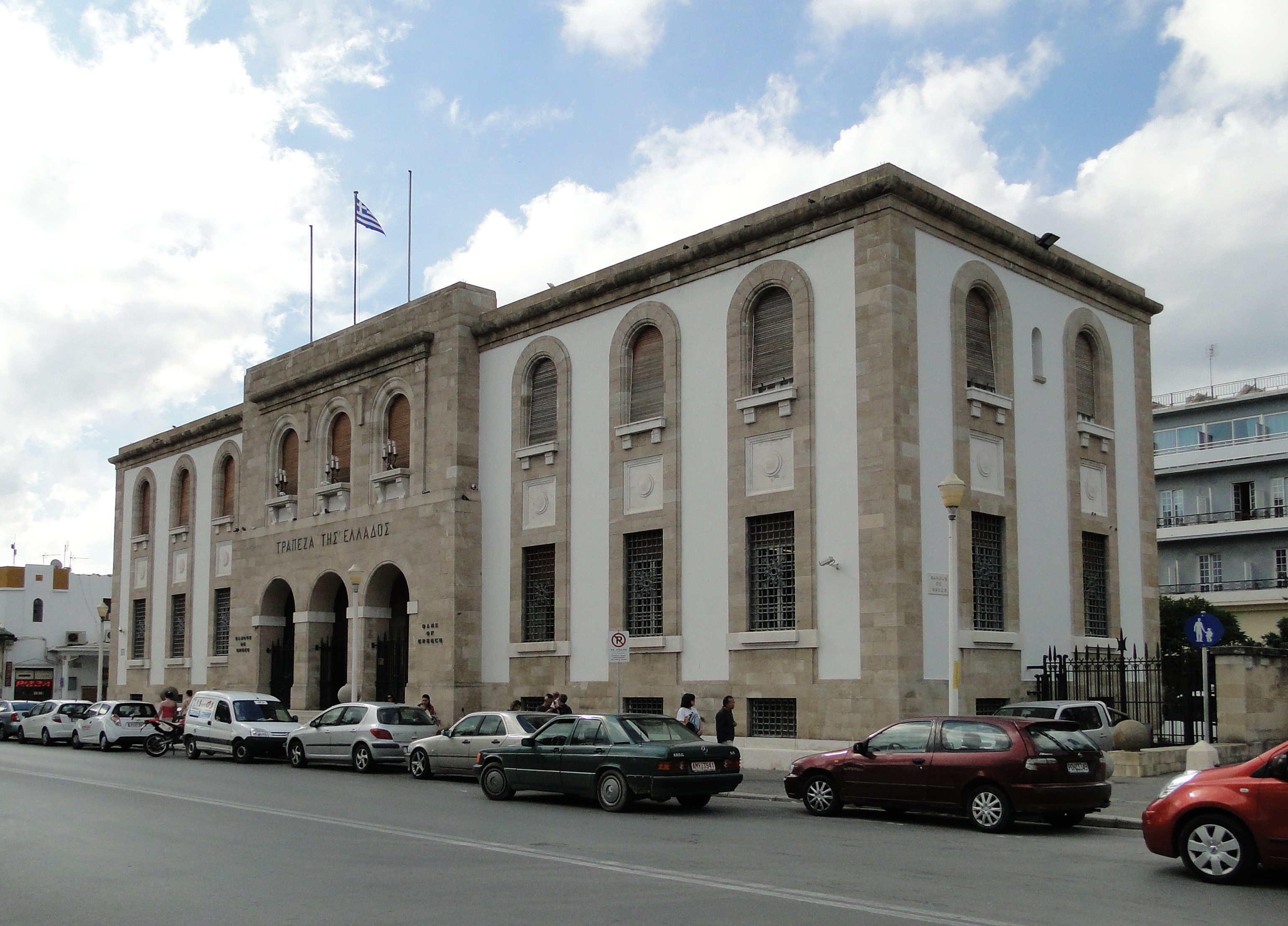
Banc de Grècia a Rodes.

El Banc de Grècia (en grec Τράπεζα της Ελλάδος, trápeza tis eládos) és el banc central nacional de la República Hel·lènica. Va ser fundat el 1927, tot i que va començar a funcionar oficialment el 1928. La seu central es troba a Atenes (Carrer Panepistimiou), tot i que diposa d'oficines a diverses ciutats gregues. El seu codi d'identificació a les impressores de bitllets d'Euro és la Y. També ven sobirans d'or.

## Història
El Banc de Grècia, membre del Sistema Europeu de Bancs Centrals (SEBC), és el banc central nacional de Grècia i va ser establert per la Llei 3424/7 de desembre de 1927. Les accions del Banc de Grècia es registren i es cotitzen a la Borsa d'Atenes des del 12 de juny de 1930. No és de propietat estatal, sinó una societat anònima SA amb privilegis especials, restriccions i obligacions, No pot operar com a banc comercial i el percentatge d'accions que poden ser propietat de l'Estat grec no pot superar el 35%. Compta amb una plantilla de més de 3.000 empleats.
L'objectiu principal del Banc és assegurar l'estabilitat de preus a Grècia. També supervisa els bancs privats i actua com a tresorer i agent fiscal del govern grec. Després de l'aprovació de la llei 3867/2010, el Banc de Grècia també és responsable de la supervisió de les companyies d'assegurances privades, d'ençà que es va fusionar el Comitè de Supervisió d'Empreses d'Assegurances, establert per la llei 3229/2004.
El seu governador és Georgios A. Provopoulos que maneja el banc juntament amb els dos governadors adjunts que són actualment Eleni Dendrinou-Louri i Ioannis M. Papadakis.

## Governadors
La més alta responsabilitat del Banc de Grècia recau sobre el Governador:
- Aléxandros Diomidis : 21 d'abril de 1928-29 de setembre de 1931
- Emmanuïl Tsuderós (1r període) : 1 d'octubre de 1931-8 d'agost de 1935
- Emmanoïl Tsuderós (2n període) : 20 de març de 1936-9 de juliol de 1939
- Ioannis Drosópulos : 9 de juliol de 1939-28 de juliol de 1939
- Kiriakos Varvaresos (1r període - Acomiadat pel Govern d'Ocupació) : 4 d'agost de 1939-23 de maig de 1941)
- Kiriakos Varvaresos (2n període : Ocupació Nazi - Govern a l'exili) : 22 abril de 1941 - (Octubre de 1944)
- Miltiadis Negrepontis (Ocupació nazi) : 24 d'abril de 1941-3 de juliol de 1941
- Dimítrios Santis (ocupació nazi) : 2 de juliol de 1941-20 de gener de 1943
- Theódoros Turkovassilis (Ocupació nazi) : 19 d'abril de 1943-13 d'abril de 1944
- Xenofon Zolotas (Co- Governador) : 12 d'octubre de 1944-8 de gener de 1945
- Kiriakos Varvaresos (3r període) : 2 de febrer de 1945-19 de setembre de 1945
- Georgios Mandzavinos : 11 de febrer de 1946 a gener 2, 1955
- Xenofon Zolotas (2n Període) : 5 de febrer de 1955-5 d'agost de 1967
- Dimítrios Galanis : 7 d'agost de 1967-4 de maig de 1973
- Konstandinos Papagiannis : 7 de maig de 1973-9 d'agost de 1974
- Panagotis Papaliguras : 9 d'agost de 1974-23 d'octubre de 1974
- Xenofon Zolotas (3r període) : 27 de novembre de 1974-29 d'octubre de 1981
- Geràsimos Arsenis : 3 de novembre de 1981-20 de febrer de 1984
- Dimítrios Khalikiàs : 20 de febrer de 1984-20 de febrer de 1992
- Efthímios Khristodulu : 20 de febrer de 1992 a gener 1, 1993
- Ioannis Butos : 1 de desembre de 1993 a 26 octubre 1994
- Lukàs Papadimos: 26 d'octubre de 1994-31 de maig de 2002
- Nikólaos Garganas : 31 maig 2002 - 20 de juny de 2008
- Giorgos Provópulos: 20 de juny de 2008 – present